# Raillietnema
Raillietnema (benannt nach Alcide Railliet) ist eine Gattung der Spulwürmer mit 18 Arten. Sie sind Parasiten bei Amphibien.

## Merkmale
Raillietnema hat die Merkmale der Cosmocercinae. Rosettenpapillen oder Plectane sind nicht ausgebildet. Weibchen sind amphidelphisch, haben also einen paarigen Genitalapparat. Die beiden Uteri sind mit wenigen, außergewöhnlich großen (über 100 µm) Eiern gefüllt. Die Eierstöcke sind kurz.

## Systematik
Das Interim Register of Marine and Nonmarine Genera weist folgende Arten aus:
- Raillietnema baylisi Walton, 1933
- Raillietnema brachyspiculatum Bursey, Goldberg, Salgado-Maldonado & Mendez-de la-Cruz, 1998
- Raillietnema chamaeleo Fitzsimmons, 1961
- Raillietnema gubernaculatum Freitas & Ibanez, 1965
- Raillietnema kartanum Johnston & Mawson, 1941
- Raillietnema kinixys Fitzsimmons, 1964
- Raillietnema kritscheri Moravec, Salgado-Maldonado & Pineda-Lopez, 1993
- Raillietnema longicaudata (Walton, 1929)
- Raillietnema loveridgei Sandground, 1928
- Raillietnema lynchi Bursey & Goldberg, 2006
- Raillietnema minor Freitas & Dobbin, 1961
- Raillietnema multipapillatum Walton, 1940
- Raillietnema nanus Bursey, Goldberg & Kraus, 2006
- Raillietnema rhacophori Yuen, 1965
- Raillietnema simples Travassos, 1925
- Raillietnema spectans Gomes, 1964
- Raillietnema synodontisi Vassiliades, 1973
- Raillietnema uzbekistanica Ikramov & Azimov, 2003